# KZ-Außenlager Unterlüß

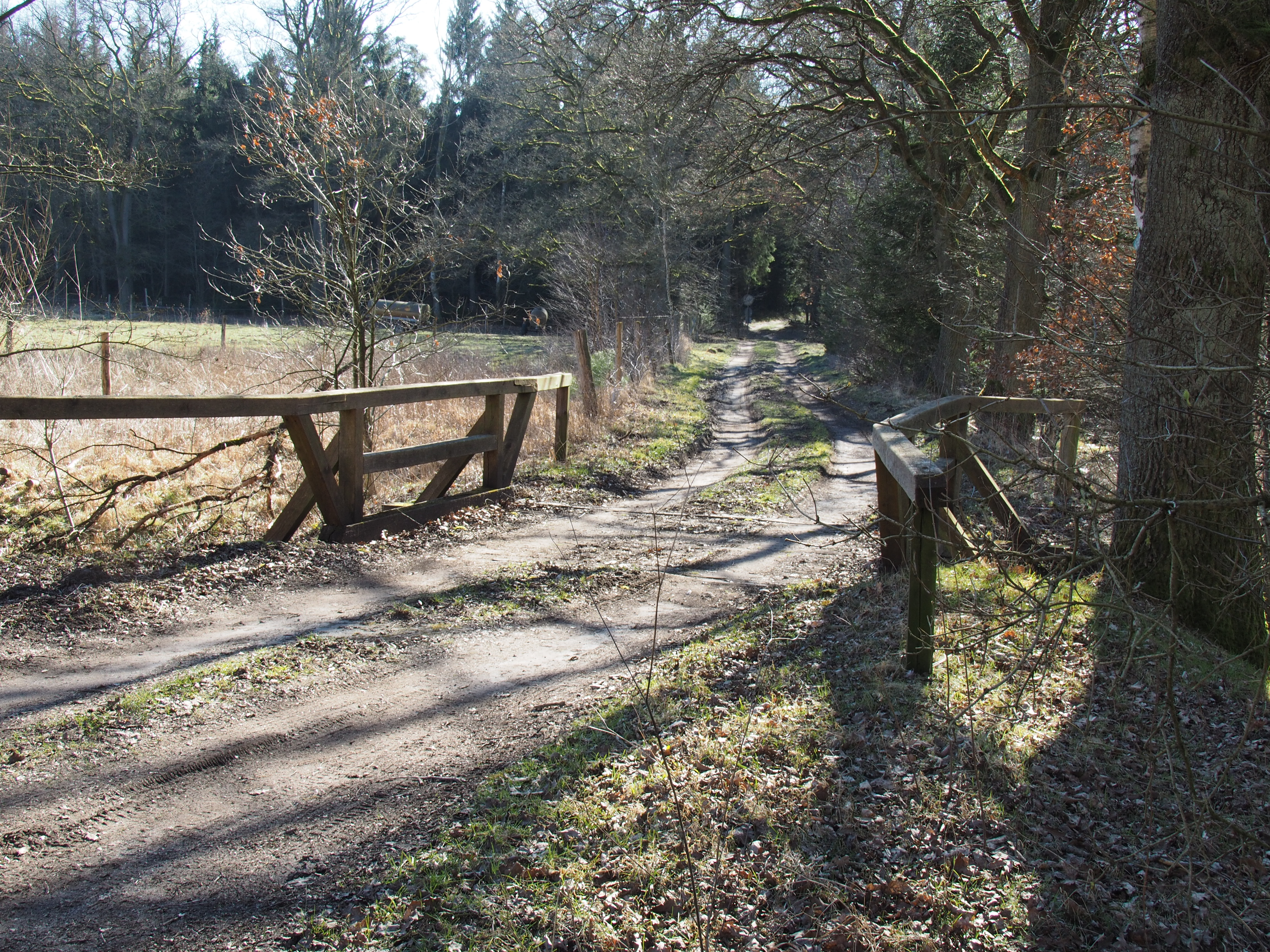
Weg zum KZ-Außenlager über die Sothrieth bei Altensothrieth

Das KZ-Außenlager Unterlüß, das auch den Namen Lager Unterlüß-Altensothrieth oder Tannenberg trug, war neben Benefeld und Hambühren das dritte Außenlager des Konzentrationslagers Bergen-Belsen.
Es befand sich etwa 4 km nordwestlich der Ortschaft Unterlüß, heute Gemeinde Südheide im niedersächsischen Landkreis Celle, unmittelbar südlich des ehemaligen Gehöftes Altensothrieth.

## Lagerhistorie
In Unterlüß existierten bereits mehrere Lager, in denen Fremdarbeiter, Kriegsgefangene und andere Zwangsarbeiter verschiedener Nationalitäten untergebracht waren, die in der Munitionsproduktion bei der Firma Rheinmetall-Borsig AG arbeiten mussten. Im Lager in Altensothrieth waren bis Mitte des Jahres 1944 italienische Kriegsgefangene untergebracht. Ende August 1944, nachdem ein Transport von 400–800 jüdischen Frauen und Mädchen aus Auschwitz in Unterlüß eingetroffen war, wurde hier das KZ-Außenlager für das etwa 30 km entfernte KZ Bergen-Belsen eingerichtet. Bei den weiblichen Personen handelte es sich hauptsächlich um Polinnen, aber auch Frauen ungarischer, jugoslawischer, tschechischer und rumänischer Staatsangehörigkeit befanden sich unter ihnen. Im Oktober / November 1944 wurde die Zahl der Häftlinge des Lagers auf 900 erhöht. Auf Luftaufnahmen von 1945 ist zu erkennen, dass das Lager aus mindestens fünf großen Baracken und mehreren kleineren Gebäuden bestand. Erster Lagerkommandant war SS-Hauptsturmführer Friedrich Diercks. Am 11. oder 12. April 1945 flohen die Bewacher des Lagers vor den anrückenden britischen Truppen. Die Zwangsarbeiter wurden jedoch nicht entlassen, sondern von Angehörigen des Volkssturms mit Lastwagen in das Stammlager KZ Bergen-Belsen gebracht. Dort wurden sie schließlich am 15. April 1945 von den britischen Truppen befreit.

Ehemaliges Lagergelände
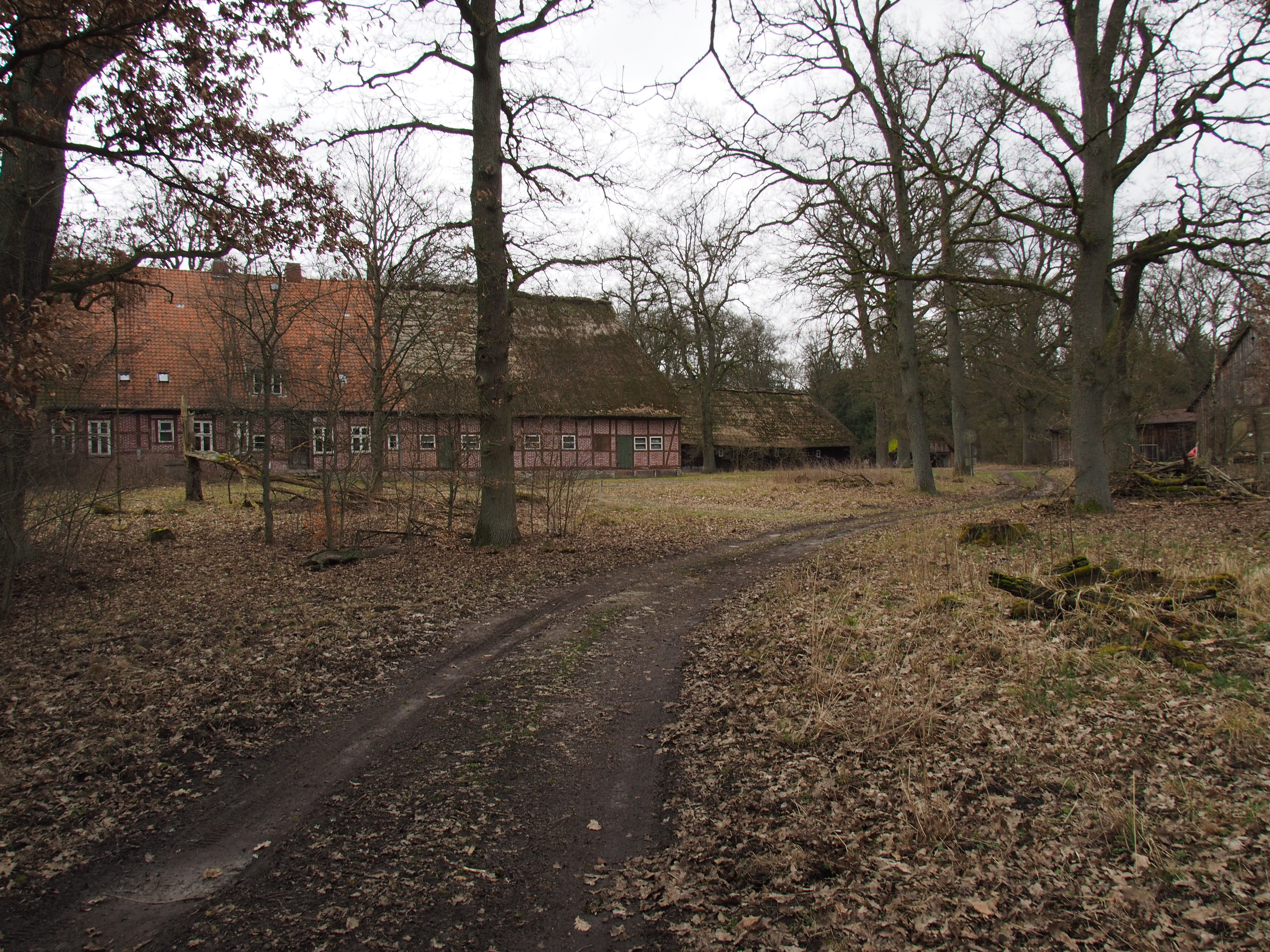
Weg der Zwangsarbeiterinnen über den Hof Altensothrieth
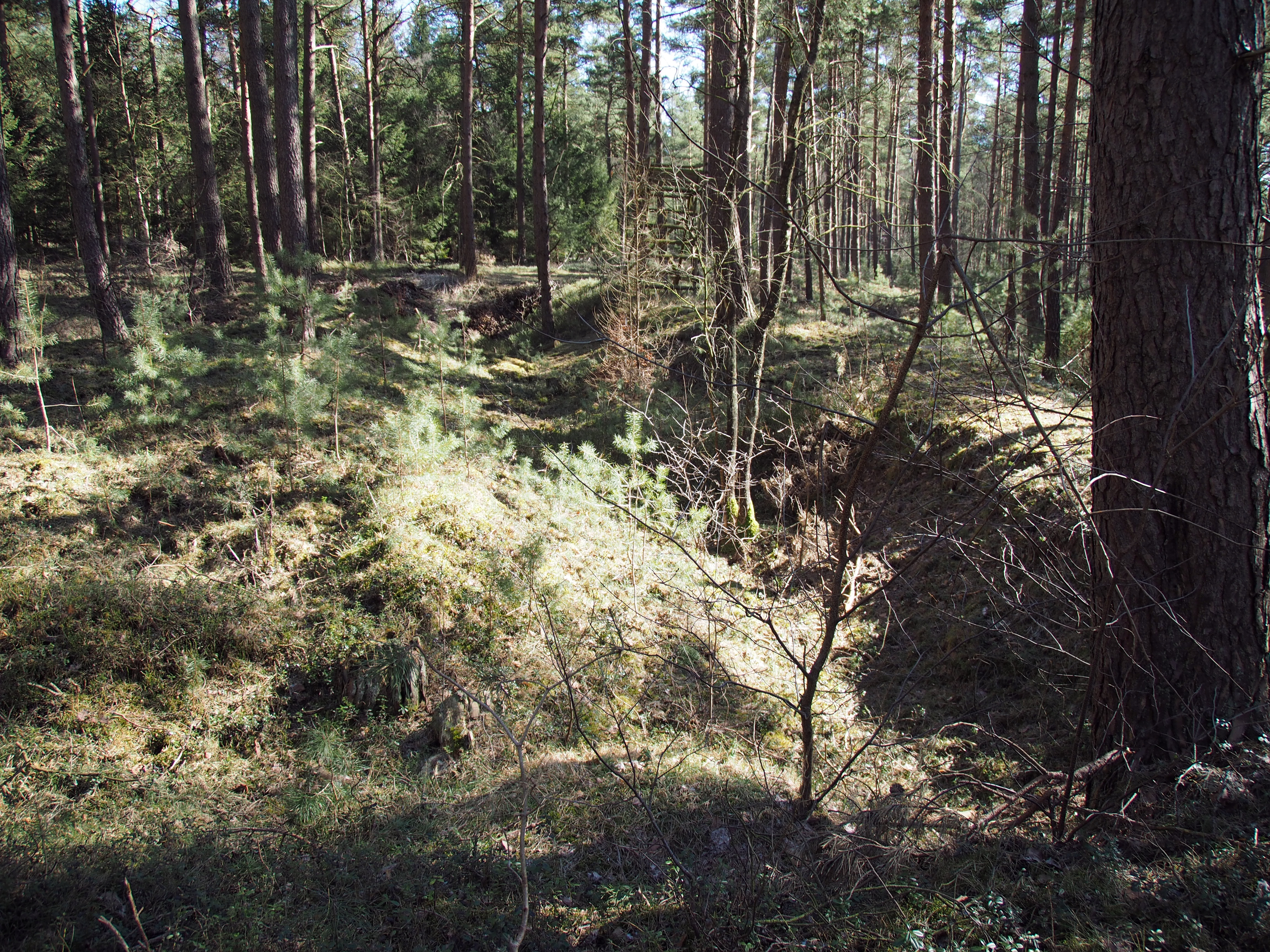
Gräben durchziehen das ganze Gelände
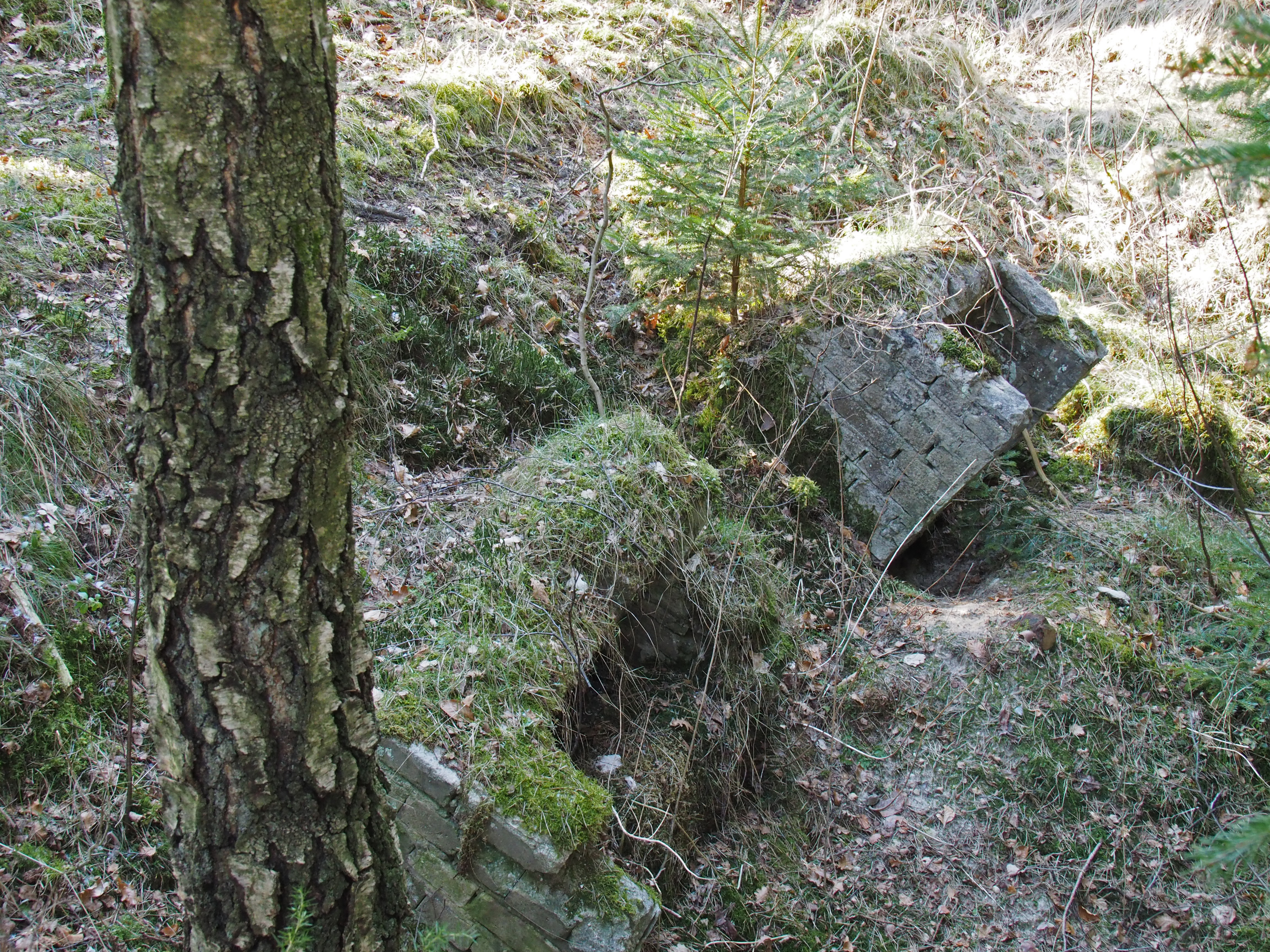
Fundamentreste
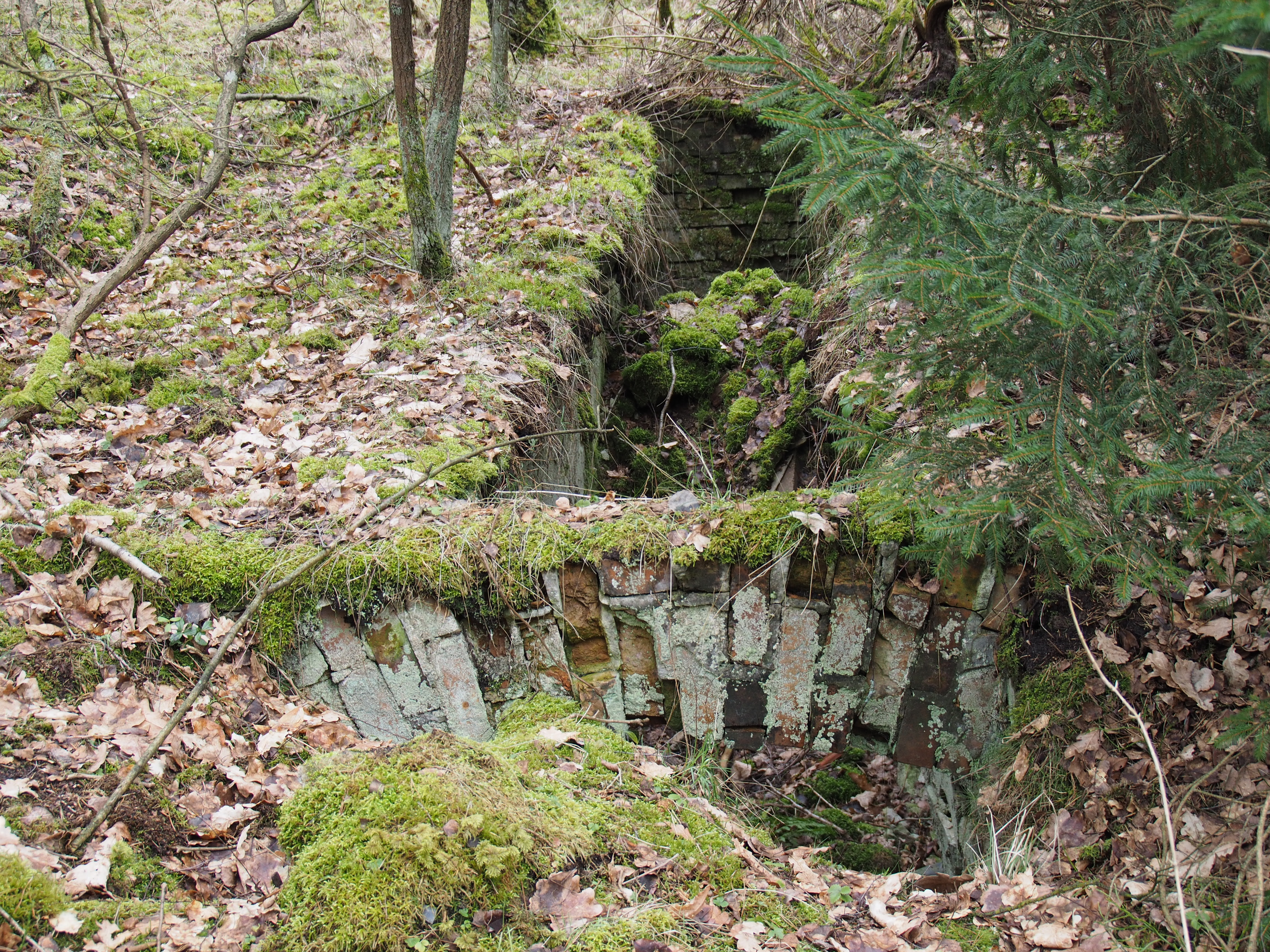
Fundamentreste
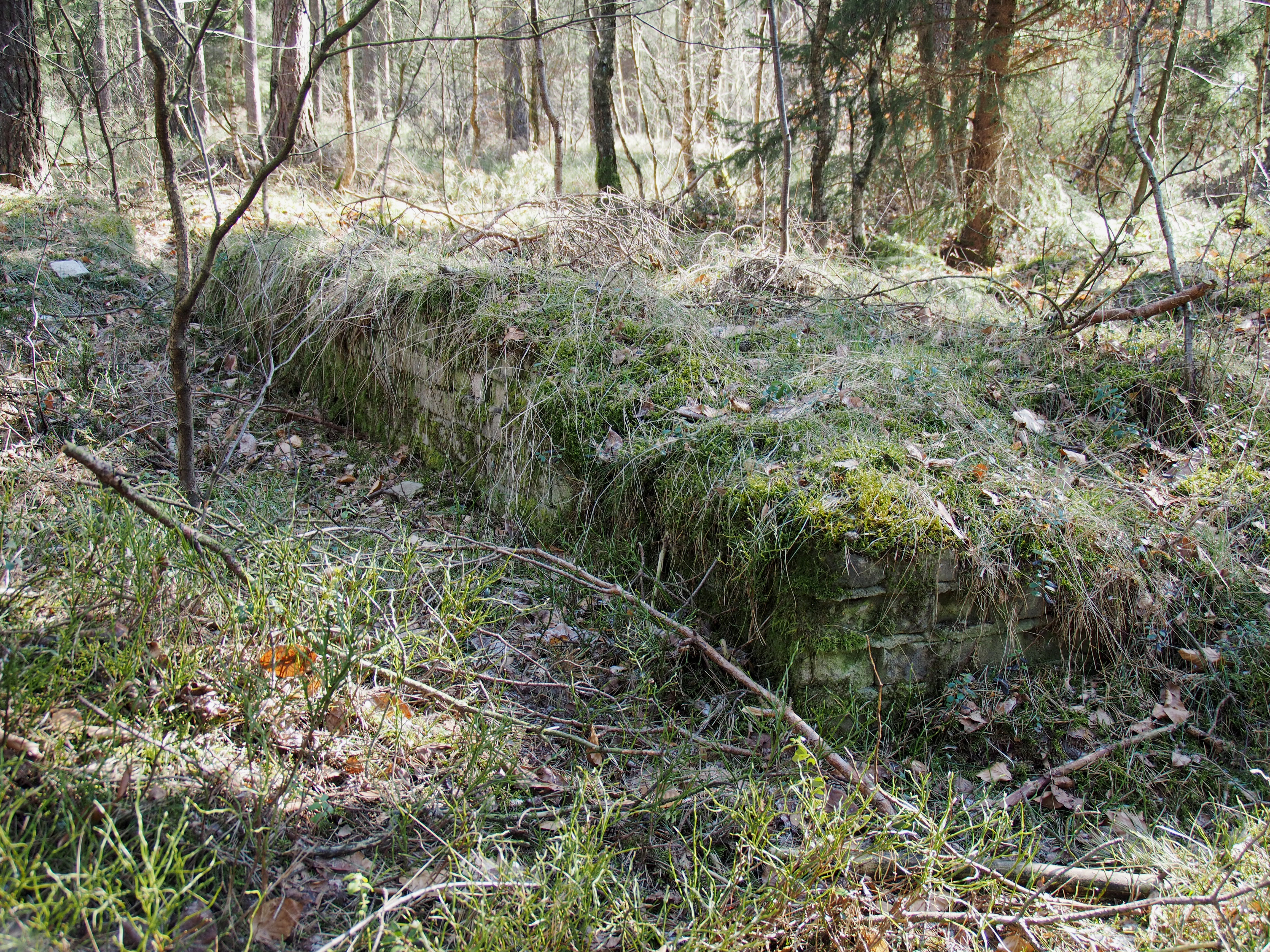
Überwucherte Reste der Barackenfundamente

## Situation der Häftlinge
Die Zwangsarbeiter wurden im Straßenbau eingesetzt, entfernten Schutt oder verlegten Schienen. Auch das Fällen von Bäumen gehörte zu ihren Aufgaben. Teilweise mussten die Frauen in der Munitionsfabrik Rheinmetall-Borsig AG Arbeit verrichten. Hierbei waren sie gezwungen aufgrund fehlender Schutzmaßnahmen, giftige Chemikalien einzuatmen. Viele Zwangsarbeiterinnen vergifteten sich und erlitten durch Verätzungen schwere Schäden.
Die Häftlinge lebten abgeschottet in isolierten Lagern und durften keinerlei Kontakt zur Zivilbevölkerung unterhalten. Die Verpflegung war unzureichend, da in der lokalen Großindustrie strikt auf die Einhaltung der Ernährungsvorschriften geachtet wurde.
In seinem Roman Von Norden rollt ein Donner druckt Markus Thielemann den Brief von Edith Balas „Liebe Einwohner von Unterlüß“ ab, in dem sie beschreibt, wie die Haftbedingungen waren und zu welchen Arbeiten sie gezwungen war.

## Im Außenlager Ermordete
Die 44 Helden von Unterlüß waren im Lager schutzlos Kälte, Hunger und bis zu elf Stunden täglich Schwerstarbeit ausgesetzt, darunter auch Giuliano Nicolini, am 6. April 1945 ermordet, und Alberto Pepe, am 4. April 1945 ermordet. Für Letzteren wurde in seinem italienischen Heimatort Teramo ein Stolperstein verlegt.